# رفيق يونس
محمد رفيق بن يونس (ولد في 10 ديسمبر 1990) هو لاعب كرة قدم سنغافوري يلعب كمدافع لنادي تامبينس روفرز ومنتخب سنغافورة لكرة القدم.

## روابط خارجية
- رفيق يونس على موقع قاعدة بيانات كرة القدم.إي يو (الإنجليزية)
- رفيق يونس على موقع ناشيونال فوتبول تيمز (الإنجليزية)
- رفيق يونس على موقع Soccerway.com (الإنجليزية)
- رفيق يونس على موقع عالم كرة القدم.نت (الإنجليزية)